# Archangelo de’ Bianchi
Archangelo de’ Bianchi OP (ur. 4 października 1516 w Gambolò, zm. 18 stycznia 1580 w Rzymie) – włoski kardynał.

## Życiorys
Urodził się 4 października 1516 roku w Gambolò, jako syn Luigiego Bianchiego i Santiny Panizzari. W młodości wstąpił do zakonu dominikanów, a następnie studiował w Bolonii, gdzie uzyskał doktorat z teologii. W 1564 roku został komisarzem Świętego Oficjum. 16 września 1566 roku został wybrany biskupem Teano, a pięć dni później przyjął sakrę. 17 maja 1570 roku został kreowany kardynałem prezbiterem i otrzymał kościół tytularny San Cesareo in Palatio. We wrześniu 1572 roku został prefektem Kongregacji Indeksu i pełnił tę funkcję dożywotnio. Około 1575 roku zrezygnował z kierowania diecezją. Zmarł 18 stycznia 1580 roku w Rzymie.